# Chronologie de Perpignan

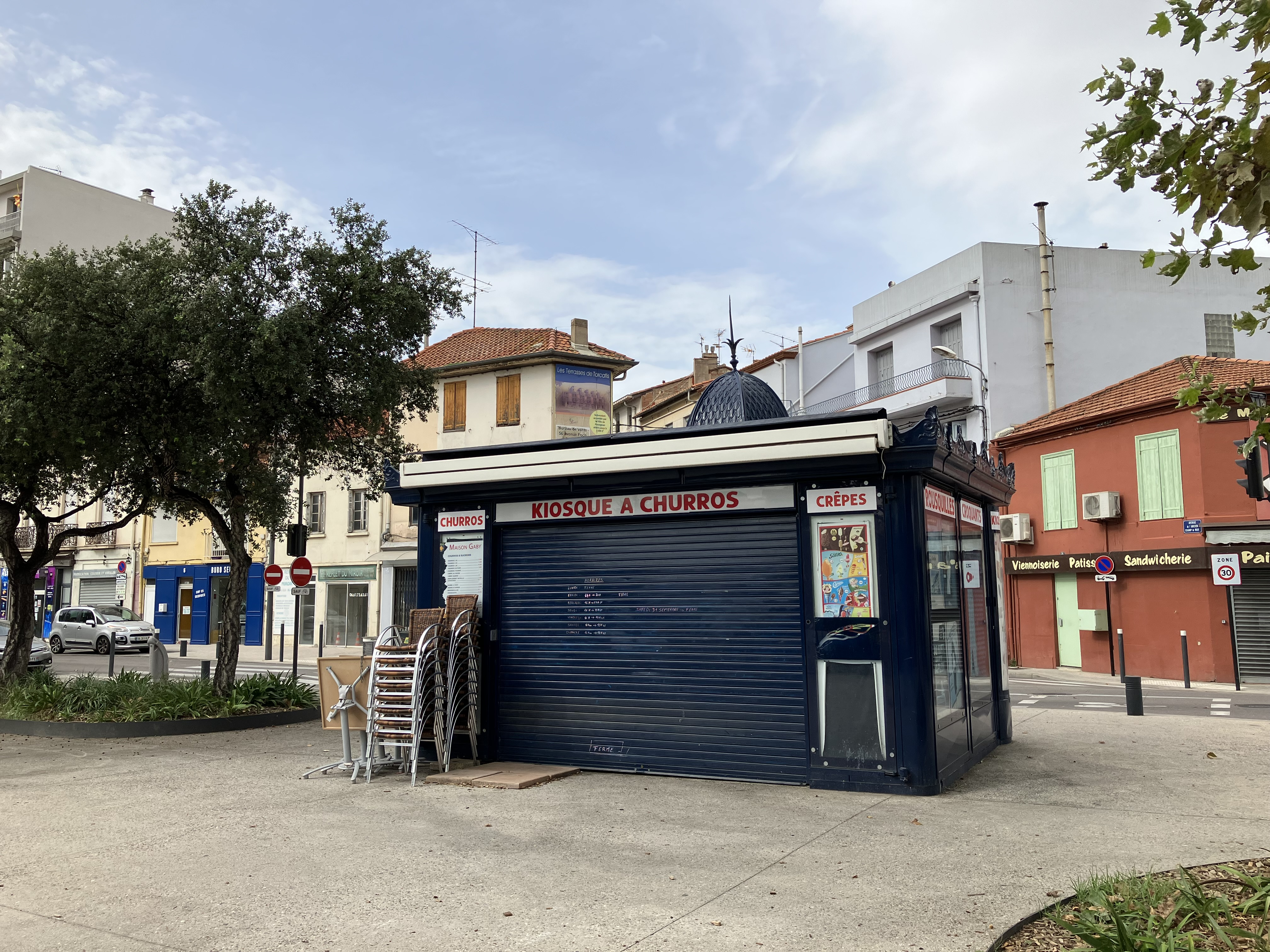
Kiosk a churros a Perpignan

Ce qui suit est une chronologie de l'histoire de la ville de Perpignan, en France.

## Avant le17esiècle
- 990s-1110s CE - Siège du Comte de Roussillon déplacé à Perpignan de Château-Roussillon.
- 1172 - Aragonais au pouvoir. [1]
- 1276 - Perpignan devient capitale du Royaume de Majorque[2].
- 1309 - Construction du palais des rois de Majorque.
- 1324 - Début de la construction de la cathédrale Saint-Jean-Baptiste. [1]
- 1349 - Création de l'Université de Perpignan. [1]
- 1360 - Horloge publique installée (date approximative)[3].
- 1388 - Création du consulat de la mer[4].
- 1475 - Français au pouvoir. [1]
- 1500 - Presse à imprimer en cours d'utilisation[5].
- 1509 - Construction de la cathédrale terminée. [1]
- 1542 - Siège de Perpignan (1542) par les forces de François Ier de France. [1]

## 17e-19esiècles
- 1601 - Création du diocèse catholique romain de Perpignan-Elne[6].
- 1642 - Siège de Perpignan (1642) ; Victoire française. [1]
- 1659 - La ville devient partie de la France par le traité des Pyrénées. [1]
- 1790 - Perpignan entre dans la souveraineté des Pyrénées-Orientales[7].
- 1793
  - 17 juillet: bataille de Perpignan (1793).
  - Population : 9 134 personnes[7].
- 1804 - Bibliothèque municipale active[8],[9].
- 1819 - Journal de Perpignan et des Pyrénées-Orientales en publication[10].
- 1833 - Musée Hyacinthe-Rigaud ouvre ses portes au public[11].
- 1840 - Création du Musée d'Histoire naturelle de Perpignan (musée)[12],[13].
- 1846 - Publication du journal L'Indépendant[10].
- 1870 - Publication du journal Le Roussillon[10].
- 1872 - Construction de l'hôtel Pams (maison).
- 1900 - Tramway de Perpignan commence à fonctionner.

## 20esiècle
- 1911
  - Cinéma Le Castillet s'ouvre.
  - Population : 39 510 habitants.
- 1921 - Population : 53 742 habitants[7].
- 1923 - L'Aérodrome de la Llabanère entre en service.
- 1934 - Création du Canet Roussillon FC (club de football).
- 1940 - Ouverture du stade Aimé Giral (stade).
- 1946 - Début de la course automobile du Grand Prix de Roussillon.
- 1952 - Trolleybus de Perpignan commence à fonctionner.
- 1962 - Ouverture du stade Gilbert Brutus (stade).
- 1964 - Reconstruction du terminal de l'aéroport de Perpignan – Rivesaltes.
- 1968 - Population: 102.191[14].
- 1982 - Association archéologique des Pyrénées-Orientales dont le siège est à Perpignan[15]
- 1996 - Publication du journal La Semaine du Roussillon.

## 21esiècle
- 2004 - Compagnie de transports Perpignan Méditerranée  (entité de transit) active.
- 2006 - Population : 114 000 habitants[7].
- 2013 - Mise en service de la ligne ferroviaire à grande vitesse Perpignan – Barcelone.
- 2014 - mars: Élections municipales de 2014 à Perpignan.